# Rollhockey-Weltmeisterschaft 1936
Die Rollhockey-Weltmeisterschaft 1936 war die erste Weltmeisterschaft in Rollhockey. Sie fand vom 1. April bis 5. April 1936 in Stuttgart statt. Organisiert wurde das Turnier von der Fédération Internationale de Patinage a Roulettes und war zudem die Rollhockey-Europameisterschaft.
Die sieben teilnehmenden Mannschaften spielten im Liga-System gegeneinander.
Es wurden 21 Spiele gespielt, in denen 84 Tore erzielt wurden. Sieger des Turniers wurde England. Es war Englands erster Titel.

## Teilnehmer
Am Turnier nahmen folgende sieben Mannschaften teil:
| 7 aus Europa | Belgien | Frankreich | Deutschland (Gastgeber) | Schweiz | Portugal | Italien | England |

## Ergebnisse
| Mannschaften       | Belgien | Frankreich | Deutsches Reich | Schweiz | Portugal | Königreich Italien | England |
| ------------------ | ------- | ---------- | --------------- | ------- | -------- | ------------------ | ------- |
| Belgien            | -       |            |                 |         |          |                    |         |
| Frankreich         | (2:1)   | -          |                 |         |          |                    |         |
| Deutsches Reich    | (4:0)   | (3:3)      | -               |         |          |                    |         |
| Schweiz            | (3:1)   | (6:4)      | (2:0)           | -       |          |                    |         |
| Portugal           | (2:0)   | (3:0)      | (2:1)           | (2:0)   | -        |                    |         |
| Königreich Italien | (4:0)   | (2:1)      | (3:2)           | (3:3)   | (3:2)    | -                  |         |
| England            | (5:0)   | (1:0)      | (4:0)           | (4:1)   | (5:0)    | (1:1)              | -       |

## Tabelle
| Pl. | Team               | Sp | S | U | N | Tore  | Diff | Punkte |
| --- | ------------------ | -- | - | - | - | ----- | ---- | ------ |
| 1   | England            | 6  | 5 | 1 | 0 | 21:2  | +19  | 11     |
| 2   | Königreich Italien | 6  | 4 | 2 | 0 | 16:9  | +7   | 10     |
| 3   | Portugal           | 6  | 4 | 0 | 2 | 11:10 | +1   | 8      |
| 4   | Schweiz            | 6  | 3 | 1 | 2 | 15:14 | +1   | 7      |
| 5   | Deutsches Reich    | 6  | 1 | 1 | 4 | 10:14 | −4   | 3      |
| 6   | Frankreich         | 6  | 1 | 1 | 4 | 10:16 | −6   | 3      |
| 7   | Belgien            | 6  | 0 | 0 | 6 | 2:20  | −18  | 0      |